# Exanthème morbilliforme

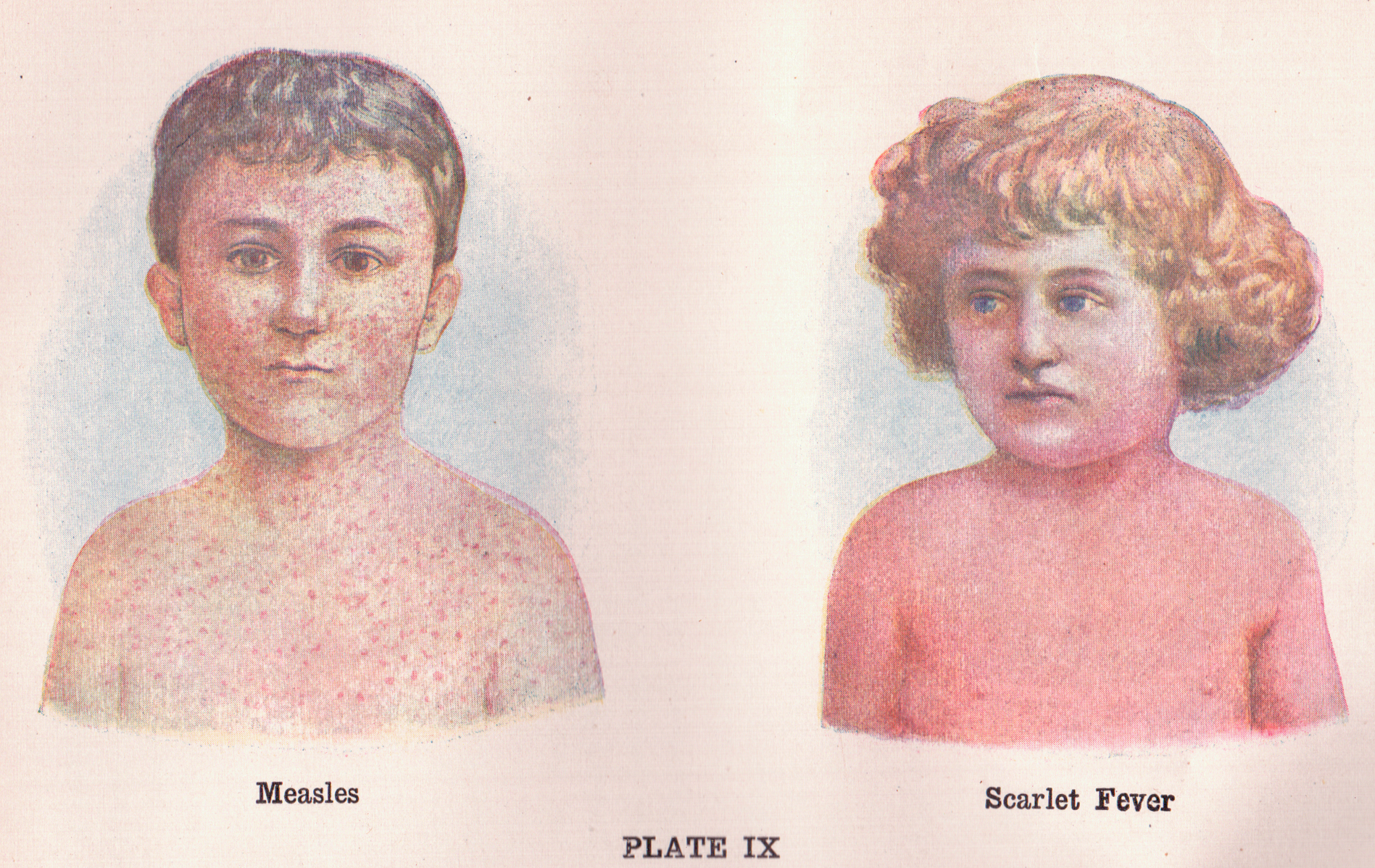
À gauche, exanthème morbilliforme de la rougeole; à droite exanthème scarlatiniforme de la scarlatine.

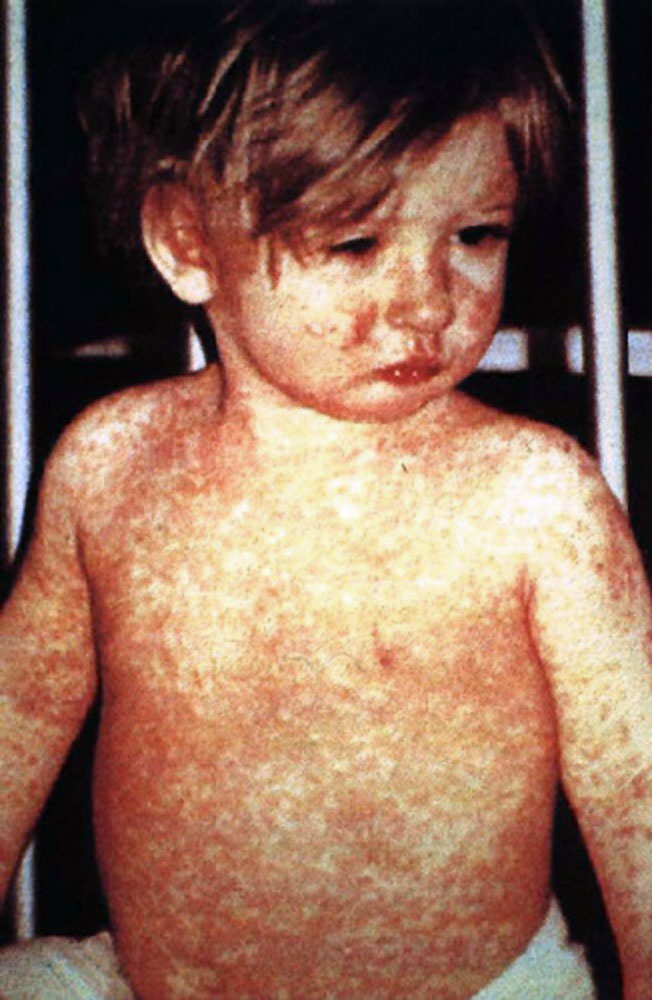
Exanthème morbilliforme typique de la rougeole, nombreux éléments érythémateux maculo-papuleux séparées par des intervalles de peau saine.

Un exanthème morbilliforme est une éruption cutanée maculo-papuleuse, faites d'éléments érythémateux (« boutons rouges ») arrondis, plus ou moins nombreux et confluant parfois en patchs séparées par des intervalles de peau saine avec présence d'éléments isolés à la périphérie des patchs.

## Étiologie
Les causes d'exanthèmes morbilliformes sont très nombreuses, :
- rougeole ;
- rubéole ;
- roséole infantile ;
- exanthème de Boston dû au virus Echo-16 ;
- virus Coxsackie ;
- adénovirus ;
- mononucléose infectieuse ;
- exanthème médicamenteux ;
- primo-infection VIH ;
- Covid-19[3]

…